# Kangiqsujuaqs flygplats
Kangiqsujuaq (engelska: Kangiqsujuaq (Wakeham Bay) Airport) är en flygplats i Kanada.   Den ligger i regionen Nord-du-Québec och provinsen Québec, i den östra delen av landet, 1 800 km norr om huvudstaden Ottawa. Kangiqsujuaq ligger 153 meter över havet. Den ligger vid sjön Lac Tasialuk.
Terrängen runt Kangiqsujuaq är huvudsakligen kuperad, men åt sydost är den platt. En vik av havet är nära Kangiqsujuaq åt nordväst. Trakten runt Kangiqsujuaq är nära nog obefolkad, med mindre än två invånare per kvadratkilometer.. Närmaste större samhälle är Kangiqsujuaq, 2,0 km nordväst om Kangiqsujuaq. 
Trakten runt Kangiqsujuaq består i huvudsak av gräsmarker.